# November 1918. Eine deutsche Revolution

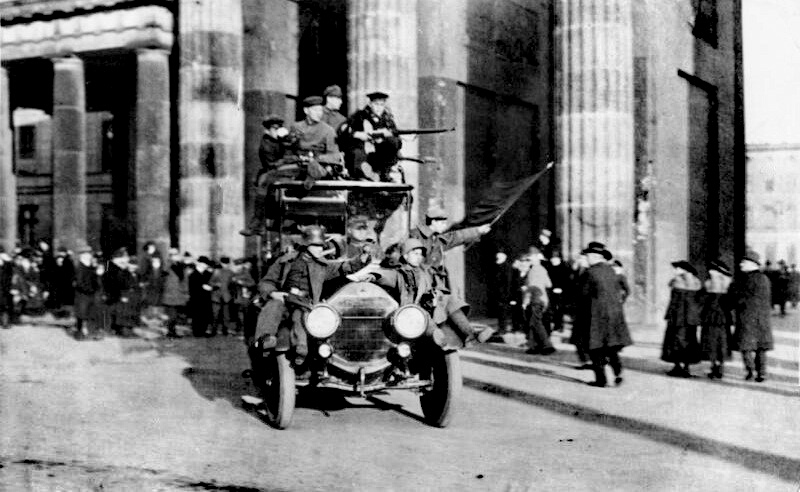
Berlin, Brandenburger Tor,
9. November 1918

November 1918. Eine deutsche Revolution ist ein Erzählwerk in drei Teilen von Alfred Döblin, das in vier Bänden erschien, weil der Mittelteil dem Autor zu ausführlich geraten war. Der Zyklus von Schriften entstand in den Jahren von 1937 bis 1943, komplett erschien er erst 1978. Thema ist die deutsche Revolution nach Ende des Ersten Weltkrieges, die vom November 1918 bis Januar 1919 dauerte. Der Inhalt besteht aus den realen historischen Abläufen, die teilweise literarisch ausgeschmückt sind, und einer parallelen fiktiven Handlung um die Hauptfigur Friedrich Becker, einen kriegsverletzten und -traumatisierten Gymnasiallehrer, der während der Handlung eine existentielle Wandlung erlebt.
November 1918 entstand während Döblins Emigration, der erste Band in Paris, die weiteren Bände entstanden in Los Angeles. Während der erste Band 1939 in zwei Exilverlagen erscheinen konnte, kamen die anderen drei Bände erst nach dem Zweiten Weltkrieg in geringer Auflage und mit Auflagen der französischen Besatzungsbehörde heraus. Eine vollständige Ausgabe gab es erst 1978 beim Deutschen Taschenbuchverlag. Erst danach setzte eine merkliche Rezeption des Erzählwerkes ein, die durchweg positiv war. Mehrfach wurde darauf hingewiesen, wie stark die geschichtlichen Deutungen der Novemberrevolution durch Döblin denen Sebastian Haffners ähnelten. In beider Deutung gelten führende Sozialdemokraten, besonders Friedrich Ebert, als die „Verräter“ der Revolution. 

## Inhalt

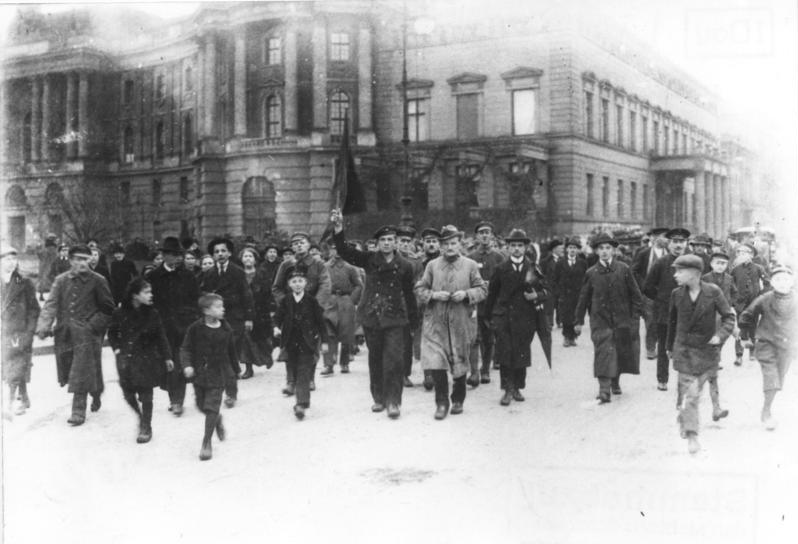
Berlin, Unter den Linden,
9. November 1918

Der Romanzyklus hat durchgehend die Struktur einer Chronik. Er beginnt am 10. November 1918, einen Tag, nachdem Philipp Scheidemann von einem Fenster des Berliner Reichstagsgebäudes die Republik ausgerufen hatte. Die politische Erzählung endet am 15. Januar 1919 mit der Ermordung von Karl Liebknecht und Rosa Luxemburg. Es treten historische Figuren auf, wie besonders der Sozialdemokrat und spätere Reichspräsident Friedrich Ebert, aber auch der amerikanische Präsident Woodrow Wilson und der französische Marschall Ferdinand Foch sowie die Revolutionäre Karl Liebknecht und Rosa Luxemburg. Die geschilderten politischen Handlungen der realen Figuren sind grundsätzlich historisch verbürgt. Gleichzeitig werden ihr Auftreten und ihr Handeln im Text als „Argumente in der historischen Debatte“ um das Schicksal der Novemberrevolution verwendet.
Die Angaben sind zwar quellenbasiert, doch Döblins Umgang mit den Quellen war selektiv und assimilierend. Er verwendete diejenigen Dokumente und Darstellungen aus der Historiographie, die sein schon vor der Niederschrift feststehendes Urteil über die Revolution bestätigten. In Einzelfällen ist nicht sicher, ob in Anführungszeichen gesetzte Äußerungen der historischen Figuren tatsächlich dokumentiert oder einfach erfunden sind. Das Urteil Döblins wird stets deutlich, er stellt Ebert als Schauspieler und Betrüger hin, als „Verhinderer“ eines radikalen Neuanfangs. Mit seiner „zweifellos recht einseitigen Negativzeichnung Eberts und auch Philipp Scheidemanns“ artikuliert Döblin, so Gabriele Sander, seine bereits früher geäußerte tiefe Enttäuschung über die deutsche Sozialdemokratie, der er eine Mitschuld am Scheitern der Revolution zuspricht. Darüber hinaus war er der Auffassung, dass die Ermöglichungsbedingungen für Hitlers Machtergreifung und die Liquidierung der Weimarer Republik in den Monaten der Revolution und ihrer Niederschlagung geschaffen worden waren. Schon 1934 hatte er in einem Brief geschrieben, Hitler sei die glatte Fortsetzung von Noske. Aber auch die „Ungeschicklichkeit“ der Revolutionäre habe Döblin zufolge zum Scheitern der Revolution und den Geburtsfehlern der Weimarer Republik beigetragen.
Intermittierend zu den geschichtlichen Vorgängen schildert Döblin die Entwicklung fiktiver Personen. Die Hauptfigur dieses Erzählstranges ist der promovierte Altphilologe und Lehrer Oberleutnant Friedrich Becker, dessen Schicksal mit Kriegsverletzungen und seelischen Traumata im abschließenden Teil bis in die späten 1920er-Jahre geschildert wird. Neben Becker gibt es weitere fiktive Personen, die den Roman begleiten: Leutnant Maus, Freund und Kamerad Beckers, der sich letztlich den Freikorps anschließt, und Krankenschwester Hilda, die erst mit Becker liiert ist und dann Maus heiratet. Eine weitere wiederkehrende fiktive Hauptfigur ist der Dichter und Dramatiker Erwin Stauffer, das Beispiel einer unpolitisch-eskapistischen Dichterexistenz.

### „Bürger und Soldaten 1918“
„Bürger und Soldaten 1918“ ist der erste Teil der Romantrilogie. Dieser Band ist der konzeptionell anspruchsvollste und am besten ausgearbeitete des gesamten Erzählwerks. Die Handlung beginnt am 10. November 1918, einen Tag nach Ausrufung der Republik in Berlin. Sie beginnt in der Peripherie des Geschehens, im Elsass. Die Wahl dieser Region war durch eigenes Erleben Döblins motiviert, der dort die letzten Monate des Ersten Weltkrieges erlebt hatte, aber eventuell auch dadurch, dass er in Paris schrieb und an ein französisches Lesepublikum dachte.
Anfangs wird ein breites Gesellschaftsbild gezeichnet, das eine Vielzahl von Personen und Situationen zeigt. Die Palette reicht vom Straßburger Dienstmädchen über den französischen Präsidenten Poincaré und revolutionäre Matrosen sowie einen konterrevolutionären preußischen Leutnant, der einen Matrosen erschießt, zum französischen Nationalisten Maurice Barrès und deutschen Deserteuren in den Ardennen. Es dauert seine Zeit, bis die Hauptfiguren Becker, Maus und Hilde aus der Masse der beschriebenen Personen hervortreten.
Die Nachricht von der scheinbar siegreichen Revolution kommt im Elsass in den Tagen ab dem 10. November als „Gerücht und Mythos“ an. Sie führt zu unterschiedlichen Reaktionen und zur Verunsicherung im Alltagsleben. Bei den einen lösen die Nachrichten von der Revolution Festjubel aus und stiften zu rebellischen Handlungen an, bei anderen apokalyptische Ängste vor der drohenden Anarchie und einem Reich ohne Kaiser. Als eine wirkliche Revolution manifestieren sich die Vorgänge im Elsass nicht, es zeigt sich lediglich ein politischer Zusammenbruch, der zum Wechsel der Herrschaft führt. In den Handlungen der Nebenfiguren werden die Orientierungslosigkeit, aber auch der Opportunismus vieler Menschen deutlich, die private oder berufliche Beziehungen zu beiden Ländern pflegen, ihr Eigentum retten oder sich fremdes klammheimlich aneignen. Döblin schildert das Verhalten von „Grenzfiguren“ mit Doppelidentität, denen die Revolution nur als Vorwand für die persönliche Bereicherung dient oder die sie eine Befreiung vom Preußentum erhoffen lässt, ohne dass sie sich als Franzosen fühlen. Gleichzeitig zeigt er, wie die Wahrung oder Schaffung eigener Identitätsvorstellungen über die Ausgrenzung
anderer verläuft.
Die Franzosen rücken ein, die Deutschen müssen abziehen, lange unterdrückte Ressentiments gegen „Reichsdeutsche“ werden gezeigt. In Straßburg wird der deutsche Bürgermeister gegen einen französischen ausgewechselt, der die revolutionären Matrosen im Handumdrehen kaltstellt und die Revolution für beendet erklärt. Die revolutionären Matrosen elsässischer Herkunft waren per Bahn aus Wilhelmshaven nach Straßburg geeilt, um das Elsass vor den Franzosen zu retten.
Auf der Handlungsebene der fiktiven Romanfiguren verlassen der schwer verwundete Oberleutnant Becker, der ebenfalls verwundete Leutnant Maus und die Operationsschwester Hilde das elsässische Lazarett. Es folgt eine lange, gemeinsame Eisenbahnfahrt nach Berlin. Während dieser Bahnfahrt beginnt für Becker, der sich seiner Mitschuld am Krieg bewusst wird, eine tiefgreifende Wandlung hin zu einer religiösen Existenz. Im Zug erscheint ihm der Straßburger Mystiker Johannes Tauler, fordert ihn zur Ein- und Umkehr auf und prophezeit ihm einen Weg durch die „Drangsal“. Helmuth Kiesel weist darauf hin, dass Döblin den „Namen Tauler gleichsam (auch) als Pseudonym für Kierkegaard“ setzt, den er in früheren Jahren studiert hatte. Das sei umso leichter gewesen, weil Taulers und Kierkegaards Lebenslehren in wichtigen Punkten übereinstimmten.

### „Verratenes Volk“

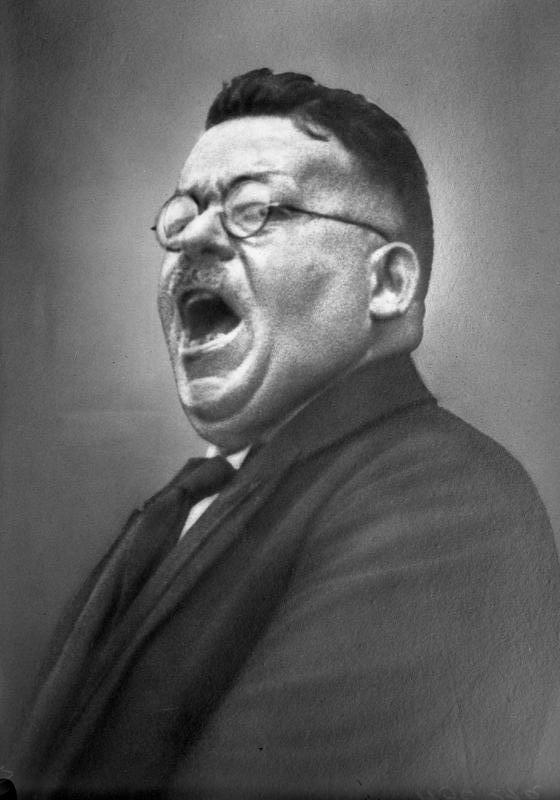
Reichspräsident Friedrich Ebert, der in Döblins Darstellung die Revolution verrät, bei einer Rede (1919).

„Verratenes Volk“ ist der erste Band des zweiten Teils. Mit ihm ändern sich Ton und Struktur des Erzählwerks. Wie bereits in früheren Werken Döblins (etwa Berlin Alexanderplatz) werden den größeren Kapiteln knappe Zusammenfassungen vorangestellt, die den Inhalt stichwortartig zusammenfassen aber auch ironische Erzählkommentare darstellen. So lautet zum Beispiel der Vorspruch zum Kapitel „Private Revolution“:

„Soldaten marschieren, die Akademie tagt, Diebe stehlen, Reisebrotkarten erleben ein merkwürdiges Schicksal, und so tut jeder, was er kann, um über die trübe Zeit hinwegzukommen. Hinter dem Rücken, weiß man, wird man verkauft. Es ist der 23. und 24. November 1918.“

Und im Vorspruch zum Kapitel „Die Stimme Liebknechts über Berlin“ heißt es:

„Karl Liebknecht warnt die Matrosen vor den Generalen und ihren Helfershelfern. Er will auch keinen Wilsonfrieden, weil es keiner wäre. Einigen Offizieren klingt das nicht schlecht.“

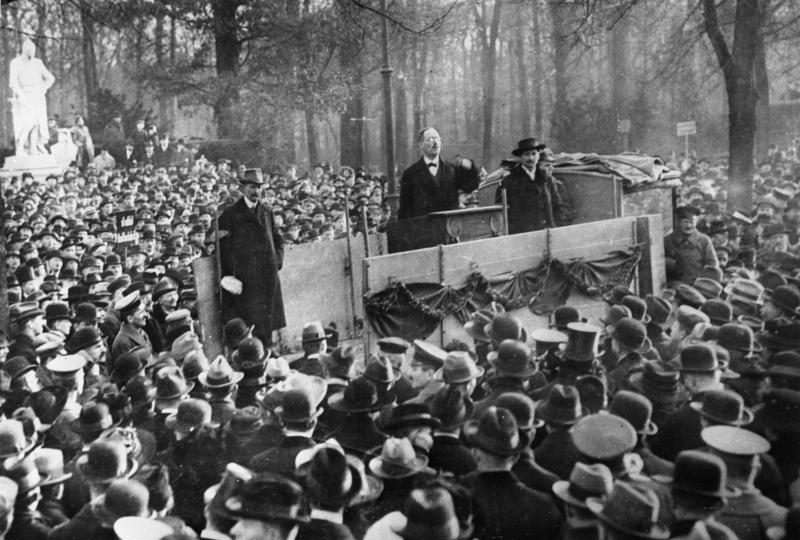
Karl Liebknecht als Redner bei einer Revolutionskundgebung im Dezember 1918 im Berliner Tiergarten

Schauplatz des zweiten Teils ist nicht mehr die Peripherie, sondern das Zentrum der Revolution, die Hauptstadt Berlin, auch wenn der Blick noch einige Male nach Straßburg gerichtet wird. Der erste Band dieses zweiten Teils handelt in den 16 Tagen vom 22. November bis zum 7. Dezember 1918. In diesem Zeitraum einigte sich, nach dem Sturm auf das Polizeipräsidium, der Berliner „Vollzugsrat der Arbeiter- und Soldatenräte“ mit dem „Rat der Volksbeauftragten“ um Friedrich Ebert anfangs auf eine kooperative Machtausübung. Doch dann wird deutlich, dass es zu einer Konfrontation zwischen dem Rat der Volksbeauftragten und den revolutionären Kräften um Karl Liebknecht und Rosa Luxemburg kommen wird. Im Roman werden die drei Kraftzentren der historischen Situation, der Rat der Volksbeauftragten, der Generalstab mit Paul von Hindenburg und Wilhelm Groener in Kassel und der revolutionäre Spartakusbund dargestellt. Ausführlich werden Eberts abendlich über die „Geheimlinie 998“ geführten Telefongespräche mit dem Generalstab geschildert, was Döblin als Eberts „Verrat“ an der Revolution deutet.
Es gibt kaum Entwicklung, aber überall werden Strategie und Taktik besprochen und Vorbereitungen getroffen. Die von Ebert geführten Sozialdemokraten sind der Meinung, dass die Revolution durch die Schaffung neuer staatlicher Verhältnisse ihre Aufgabe erfüllt habe und nun eine Verfassung zu beschließen sei. Die radikaleren Sozialisten, die inzwischen im Spartakusbund organisiert sind und Ende des Jahres die KPD gründen, meinen dagegen, die Verfassungsrevolution sei durch eine gesellschaftliche Umwälzung zu ergänzen, die Revolution müsse also fortgeführt werden. Dabei wird immer wieder Lenin als beispielhafter Revolutionär genannt. Auch die privaten Geschichten der fiktiven Heimkehrer Becker, Maus und Hilde laufen in undramatischen Suchbewegungen weiter. Die Geschichte des Dichters Stauffer wird intensiviert, er war zum Ende des ersten Bandes unter dem Namen „Stauffen“ erstmals aufgetreten.

### „Heimkehr der Fronttruppen“
Band 2 des zweiten Teils handelt vom 8. bis zum 14. Dezember und hat den Titel „Heimkehr der Fronttruppen“. Auch in diesem Band werden den größeren Kapiteln knappe Zusammenfassungen vorangestellt. Die erste des Bandes unter der Überschrift „Woodrow Wilson“ lautet:

„Der »Goethebund« und der letzte Reichtagspräsident erheben sich aus der Residenz des Mülleimers. Der Rat der Geistigen tagt und Dichter singen. Aber über den Ozean kommt Woodrow Wilson gefahren, um das Chaos Europas zu beenden.“

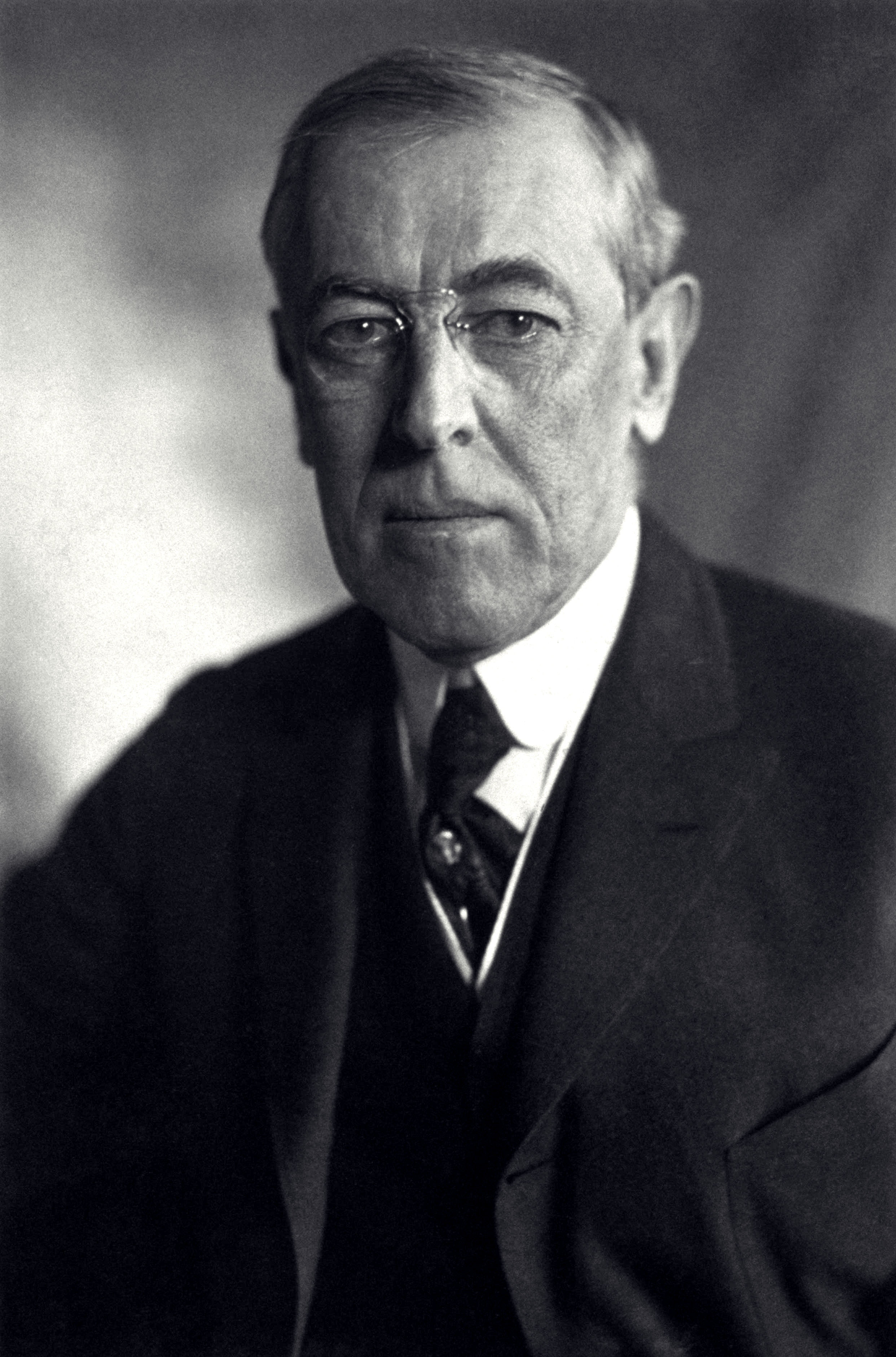
US-Präsident Woodrow Wilson (1919), wichtige Figur im zweiten Buch des zweiten Teils.

Von den Kraftzentren, die im vorhergehenden Band geschildert worden waren, gehen weiterhin widersprüchliche Initiativen aus. Der Generalstab in Kassel und die Berliner Regierung bemühen sich, den Einfluss der Arbeiter- und Soldatenräte einzuschränken und weitere revolutionäre Schritte in Richtung Sozialisierung und Demilitarisierung zu verhindern. Liebknecht bevorzugt weiterhin einen friedlichen Weg zum Sozialismus und wird von Karl Radek, dem Emissär der russischen Bolschewiken, zu radikaleren Schritten gedrängt. Schon im ersten Band des zweiten Teils heißt es im Vorspruch zum Kapitel „Unter deutschen Revolutionären“: „Der Russe Radek stößt bei seinem Freund Karl Liebknecht auf die eigentümliche deutsche Bedenklichkeit.“
Historisch geschieht Entscheidendes, wie im Titel des Teilbandes ausgedrückt: „Heimkehr der Fronttruppen“. Die Soldaten werden ausgemustert, sind eine Weile orientierungslos, dann treten viele von ihnen in die Freikorps ein. Diese Freikorps werden die Revolution liquidieren. Zu gleicher Zeit, in einem sehr ausführlichen Nebenstrang der Handlung, treten die Alliierten zusammen, um den Waffenstillstand in eine Friedensordnung zu transformieren. Im Zentrum dieser Handlung steht der amerikanische Präsident Wilson mit seiner Selbstbestimmungs-, Friedens- und Völkerbundsidee, die scheitert. Die Zusammenfassung vor dem entsprechenden Kapitel lautet unter dem Titel:
„Das Ringen um den Frieden“:

„Wilson stellt sich zum Endkampf. Er fällt in voller Rüstung.“

Das Ende der Wilson-Handlung wird durch Abschnitte umrahmt, die auf den Beginn der deutschen „Gegenrevolution“ hinweisen, auf den Kapp-Putsch vom März 1920.
Im Bereich der fiktiven privaten Handlung gibt es eine dramatische Entwicklung bei Becker, der in innerem Kampf um den Übertritt in eine ethische und religiöse Existenz im Sinne Kierkegaards ringt. Auch einen Selbstmordversuch unternimmt er, bevor er in ein religiös bestimmtes Leben eintritt. Aus dem Kriegsneurotiker wird ein religiöser Seher.

### „Karl und Rosa“

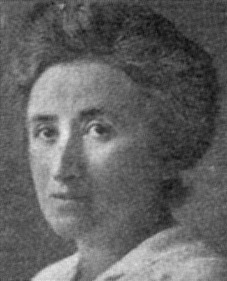
Rosa Luxemburg, neben der fiktiven Gestalt Friedrich Becker Hauptfigur des dritten Teils.

Im abschließenden dritten Teil verzichtete Döblin auf vorgestellte Zusammenfassungen von Kapiteln. Die politische Handlung erstreckt sich über den Zeitraum von Mitte Dezember 1918 bis zum 15. Januar 1919, dem Tag der Ermordung von Rosa Luxemburg und Karl Liebknecht. Auf der fiktiven Ebene werden die Entwicklungen Stauffers und Beckers bis in die 1920er-Jahre weitererzählt. Neben Becker wird in diesem Teil Luxemburg zur Hauptfigur; ihrer Darstellung widmet Döblin viel Raum. Er beschreibt sie als „pathologisch“ Trauernde, die, wie auch Becker, die Toten des Weltkriegs, darunter ihren Freund Hans Diefenbach, und insgesamt die Opfer von Kriegen und anderen gesellschaftlichen Konflikten nicht vergessen kann. Zuletzt wird sie zur Visionärin, die im religiösen „Heilskampf“ stirbt.

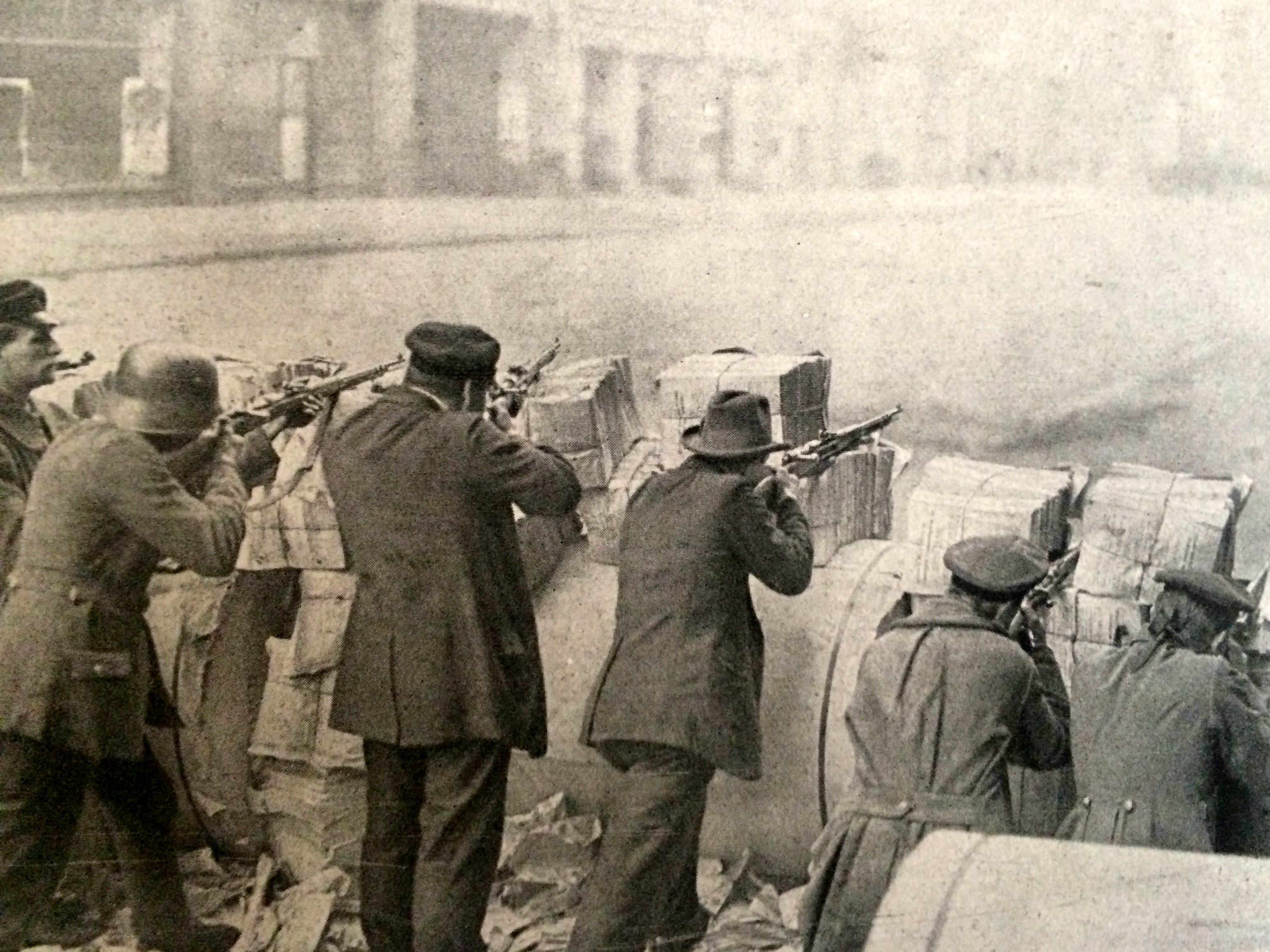
Berlin, 12. Januar 1919, Barrikaden im Zeitungsviertel.

Auf der geschichtlichen Ebene des Buches geht es um die aufeinanderfolgenden Ereignisse: die Entlassung des unabhängig-sozialdemokratischen Berliner Polizeipräsidenten Emil Eichhorn durch den sozialdemokratischen preußischen Innenminister, die den sogenannten Spartakusaufstand auslöste, die Kämpfe im Berliner Zeitungsviertel und schließlich die Offensive der Regierungstruppen unter der Leitung des sozialdemokratischen Volksbeauftragten für Heer und Marine Gustav Noske, die zur blutigen Niederwerfung des Aufstands im Zeitungsviertel, zur ebenfalls blutigen „Säuberung“ von Arbeiterquartieren, zur Verfolgung von Revolutionsführern und letztlich zur Ermordung von Liebknecht und Luxemburg führte.
Die Ermordung Rosa Luxemburgs gleicht im Text einer „Schlachthausszene“.

„Der Soldat mit dem jungen, roten Gesicht unter dem Stahlhelm erwartet sie, das Gewehr vor sich am Boden, beide Hände am Lauf. (...) Er sieht sie auf sich zukommen. (...) Und er hebt sein Gewehr beim Lauf und schwingt es hoch und läßt den Kolben wie einen Hammer auf ihren Schädel niederfallen. (...)

Da holt der Soldat, die Beine breitgestellt, schon zum zweiten wuchtigen Hieb aus. Er schwingt den Kolben über sich und schmettert ihn über ihren Schädel mit solcher Wucht, daß es kracht und sie wie ein gefälltes Tier zugleich mit dem Kolben zu Boden geht. Wie ein Sack liegt sie da und bewegt sich nicht mehr.

Er nimmt sein Gewehr wieder an sich, dreht es und prüft es, ob nicht das Holz gesprungen ist. Er nickt den beiden anderen zu, die sich über den schwarzen stummen Körper bücken, und sagt befriedigt: »Es hat gehalten.«“

Nach dem Ende der Revolution werden die Geschichten Stauffers und Beckers durch mehr oder minder dramatische Phasen weitergeführt und zu unterschiedlichen Abschlüssen gebracht: Stauffer entwickelt so viel Selbsterkenntnis, dass ihm seine ästhetische Existenz klar wird und er sich in die Innerlichkeit zurückzieht. Becker wird dreimal vom Teufel versucht, der sich ihm als „Brasilianer“, „Löwe“ und „Ratte“ zeigt und lässt sich auf eine faustische Wette ein. Er erlebt dann die blutigen Januarkämpfe, bevor er in einem letzten Drama, das wie der Tod Luemburgs religiös gestaltet ist, sein Leben noch einmal reflektiert und dann unter Verwahrlosten und Kriminellen märtyrerhaft endet.

## Entstehungs- und Publikationsgeschichte
November 1918 ist ein Werk der Exilliteratur; es ist an den wichtigsten Stationen des Döblin-Exils entstanden, in Paris und in Los Angeles. Döblin vermied die Deklaration als „Roman“ und bezeichnete den Bücherzyklus vorzugsweise als „Erzählwerk“. Ende 1937 begann er in Paris mit der Konzeption dieses Erzählwerks, das an seine politische Essayistik aus der Zeit der Weimarer Republik anschloss. Im Frühjahr 1938 besuchte er das inzwischen französische Elsass, um seine Erinnerung an die letzten Kriegsmonate aufzufrischen, die er dort als Lazarettarzt erlebt hatte. Die Eindrücke dieser Reise verarbeitete er in Bürger und Soldaten 1918, dem ersten Teil seiner Darstellung. Das Manuskript dieses ersten Bandes beendete er Ende Januar 1939. Eine Serie von Vorabdrucken davon erschien vom 3. März bis zum 7. Juli 1939 in der Exilzeitschrift Die Zukunft. Kurz nach dem Ausbruch des Zweiten Weltkrieges wurde das Buch vom Querido Verlag in Amsterdam und von Bermann Fischer in Stockholm ausgeliefert, fand aber nur spärliche Resonanz. Vorher, schon im Mai 1939, hatte es beim Querido Verlag Irritationen wegen des beabsichtigten Titels gegeben. Dem Verlag war bekannt geworden, dass 1930 ein Roman von Georg Hermann, der 1933 ins holländische Exil geflüchtet war, mit dem Titel „November achtzehn“ erschienen war. Darin wird der 9. November in Berlin aus der Sicht eines Schriftstellers geschildert, der die Revolution geradezu verschläft. Das Problem wurde mit der Betitelung Bürger und Soldaten 1918 gelöst.

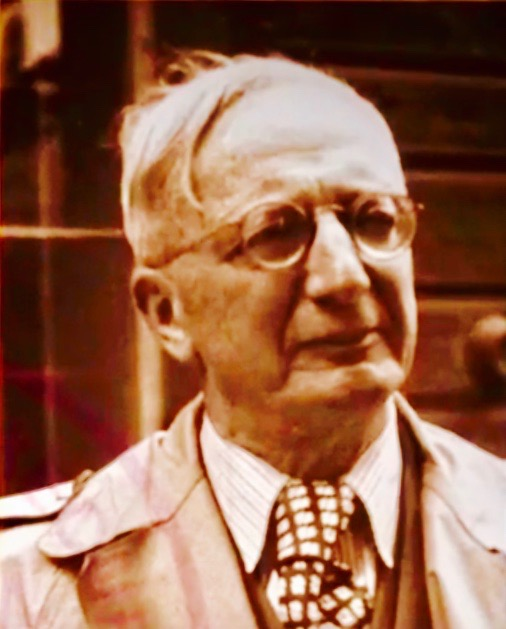
Alfred Döblin, ca. 1946

Eine spanische Übersetzung des ersten Bandes erschien bereits 1946 unter dem Titel Civiles y soldados in Buenos Aires, eine italienische als Addio al Reno 1949 in Turin. Eine französische Ausgabe (Bourgeois et soldats) erschien erst 1982.
In einem Brief, den er am 3. Februar 1939 nach der Fertigstellung des ersten Bandes an einen Lektor des Bermann-Fischer-Verlages geschickt hatte, skizzierte Döblin sein Vorhaben: Es handle sich um eine Trilogie, der nächste Band solle den Titel Ebert haben, der letzte dann Karl und Rosa.
Als er 1940 von Paris über Lissabon ins amerikanische Exil floh, hatte er die Rohfassung eines zweiten Bandes im Gepäck, die zu diesem Zeitpunkt bereits 600 Seiten umfasste. In Los Angeles erweiterte Döblin den Mittelteil der geplanten Trilogie so erheblich, dass 1942 daraus zwei Bände wurden: Verratenes Volk und Heimkehr der Fronttruppen. Seither nannte Döblin sein Erzählwerk gelegentlich eine Tetralogie. Zur erheblichen Erhöhung der Seitenzahlen im Mittelteil hatten nach Annahme von Helmuth Kiesel die ausführlichen Überarbeitungen zweier Themenbereiche beigetragen. Einmal ein langes Gespräch der beiden Kriegsheimkehrer Becker und Maus über ihre Erfahrungen, wobei sie sich zerstreiten. Und besonders die Kapitel über den amerikanischen Präsidenten Wilson. Der wird in früheren Teilen des Erzählwerks nur knapp erwähnt und erscheint in eher kritischem Licht. Nach den Überarbeitungen, die Döblin im amerikanischen Exil vornahm, erscheint Wilson zwar immer noch als „etwas weltfremder Idealist“, doch wird das nicht mehr ironisiert. Die Darstellung des Präsidenten wird geradezu „hagiographisch“.
Eine Publikationsmöglichkeit gab es in den USA während des Kriegs für die zwei Bände nicht. Noch 1942 begann die Arbeit am abschließenden Band Karl und Rosa, der ein Jahr darauf fertiggestellt war.
1945 kehrte Döblin als Offizier der französischen Zensurbehörde nach Deutschland zurück. Die Manuskripte der letzten drei Teilromane erschienen in den Jahren 1948, 1949 und 1950 in einer Auflage von unter 5000 Exemplaren im Verlag Karl Alber. Der Band Verratenes Volk kam mit einem 42-seitigen Vorspiel heraus, das das Fehlen des eigentlichen ersten Bandes kompensieren sollte. Bürger und Soldaten 1918 wurde nicht aufgelegt, weil die Zensurbehörde, für die Döblin selbst tätig war, wegen der im Band enthaltenen politischen Aussagen zur Zugehörigkeit des Elsass den Druck nicht erlaubte. Teile davon waren aber für das Verständnis der folgenden Bände unverzichtbar. Auch in den beiden mittleren Bänden musste Döblin streichen. Einiges davon handelte vom französischen General Philippe Pétain, der nach dem Ersten Weltkrieg als „Held von Verdun“ verehrt wurde (und so von Döblin dargestellt war), nach dem Zweiten Weltkrieg aber als Kollaborateur geächtet wurde; er hatte von 1940 bis 1944 als Staatschef des Vichy-Regimes amtiert.
Auch 1950 gab es damit noch keine Gesamtausgabe des Erzählwerks. Das änderte sich erst 1978 mit der dtv-Taschenbuchausgabe, der ersten wirklichen Gesamtausgabe des Erzählwerks, der ein Kommentar von Heinz D. Osterle beigefügt war. 1981 erschien in der DDR eine Gesamtausgabe. 1991 kam beim Walter Verlag eine von Werner Stauffacher besorgte und kommentierte Neuausgabe heraus, die 1995 text- und seitenidentisch bei dtv erschien. 2008 gab der Verlag S. Fischer eine Neuauflage der vier Bände heraus und 2013 erschien im Fischer-Taschenbuchverlag eine neue vollständige Ausgabe der drei Teile in vier Bände im Rahmen der von Christina Althen herausgegebenen Döblin-Gesamtausgabe. Jeder Band enthält ein Nachwort von Helmuth Kiesel.
100 Jahre nach den historischen Ereignissen, am 3. November 2018, gab es am Deutschen Nationaltheater Weimar die Uraufführung einer viereinhalbstündigen Bühnenfassung des Erzählwerks unter der Regie von André Bücker.

## Rezeptionsgeschichte
Weil während des Zweiten Weltkrieges nur der erste Band gedruckt vorlag, und zwar in Ausgaben von Exilverlagen, und weil nach Kriegsende nur drei der eigentlich vier Bände publiziert wurden und das mit jeweils einem Jahr Abstand, gab es wenig Reaktionen auf Döblins Erzählwerk. Zum ersten Band gab es nach Erscheinen zwei größere, zustimmende Rezensionen. Eine schrieb Alexander Moritz Frey für die von Thomas Mann mitgegründete Zürcher Zeitschrift Mass und Wert. Hermann Kesten schrieb in Leopold Schwarzschilds Pariser Exil-Zeitschrift Das Neue Tage-Buch ausführlich über Bürger und Soldaten 1918 und kam zu dem Urteil, der Roman sei ein großartiges episches Bilderbuch. Das Urteil Bertolt Brechts wurde erst Jahrzehnte später bekannt. In einem Schreiben zum 65. Geburtstag Döblins hatte er 1943 dessen Erzählwerk „einen Triumph des neuen Typus eingreifender Dichtung […], ein politisches und ästhetisches Unikum in der deutschen Literatur und ein Nachschlagewerk für alle Schreibenden“ genannt.
Die Verbreitung und Rezeption der drei im Verlag Karl Alber zwischen 1948 und 1950 herausgekommenen Teilbände litt unter mehreren Umständen. In der Sowjetischen Besatzungszone und dann der DDR durften die Bücher nicht verbreitet werden, weil die in ihnen enthaltene Revolutionsdarstellung mit der dort gepflegten Beschreibung nicht übereinstimmte. Die französische Militärzensur hatte 1947 ebenfalls ein Publikationsverbot einer Neuauflage von Bürger und Soldaten erlassen, welches zeigte, dass Döblin durch die Ansiedlung der Handlung im Elsass einen Nerv getroffen hatte: Aus machtpolitischen Gründen hatten 1918 zentralnational.französische Interessen partikularregional-elsässische überlagert und die Wahrung eigener Identitätsvorstellungen durch die Ausgrenzung jener durchgesetzt, die sich weder an Preußen noch an Frankreich orientierten, aber in der Revolution eine Chance gesehen hatten. Döblin hatte aus der Perspektive des Ausgegrenzten auf die politischen und gesellschaftlichen Versäumnisse der Integration und Verständigung nach dem Krieg hingewiesen, was sich nach dem Zweiten Weltkrieg zu wiederholen drohte. Daher musste Döblin den im Elsass angesiedelten Band 1948 als stark gekürztes Vorspiel zu Verratenes Volk publizieren.
In den westlichen Besatzungszonen beziehungsweise der BRD hatten die Novemberbände außerdem starke Konkurrenz durch Romane von Thomas Mann (Doktor Faustus, 1947), Ernst Jünger (Heliopolis, 1949) und Ernst von Salomon (Der Fragebogen, 1951), die ebenfalls an ein geschichtsbewusstes Publikum gerichtet waren. Es gab nur wenige Rezensionen in eher kleineren Zeitungen und Zeitschriften des südwestdeutschen Raums. Döblin war davon so irritiert und enttäuscht, dass er in einem Brief meinte, dass seine Bände mit dem „Boykott des Schweigens“ belegt seien.
Mit der vierbändigen Taschenbuchausgabe, die dtv 1978 zum 100. Geburtstag Döblins vorlegte, und der ebenfalls vierbändigen Taschenbuchausgabe des Verlags Rütten & Loening für die DDR (1981) begann eine neue Phase der Rezeption. Hans Mayer bezeichnete das Werk in seiner großen Spiegel-Besprechung als historischen Roman und ein „bitteres Werk des Exils“, das in jedem Augenblick die Gegenwart meine. Das Ende eines Ersten Weltkriegs werde berichtet in Erwartung der Folgen eines zweiten. Mayers Besprechung endet mit den Sätzen: „Dies Buch erscheint heute wahrlich zur richtigen Zeit. Ein Buch für Bundeskanzler, Gewerkschaftsführer und Unternehmer, für die Hardthöhe wie für Rudi Dutschke. Aber sie werden es nicht lesen.“
Zur Neuauflage der Bände im Jahr 2008 schrieb Eberhard Rathgeb in der Frankfurter Allgemeinen Sonntagszeitung, dieser Roman sei ein Solitär und zwar nicht nur innerhalb der deutschen Literatur. Ihn sollte lesen, wer herausfinden möchte, wie sich Revolution und Geschichte anfühlt, wenn man selbst mittendrin sei: „Döblins ‚November 1918‘ ist die letzte deutsche Geschichtsstunde. Man sollte sie nicht schwänzen. Keinem Historiker ist gelungen, was diesem Roman gelungen ist. Sogar Sebastian Haffner gelang das mit seinem hinreißenden Buch über die deutsche Revolution nicht, (...).“ Auf „frappierende“ Übereinstimmungen in der politischen Gesamteinschätzung von Döblins Erzählwerk mit Haffners Revolutionsbuch weist Kiesel hin. Auch Haffner schildere die deutsche Revolution als „Tragikkomödie“.
Ebenfalls aus Anlass der Neuauflage 2008 nannte Jan Süselbeck das Erzählwerk maßstäblich für die Prosa eines ganzen Jahrhunderts. „Döblin kreierte einen ganz eigenen Sound, den etwa Wolfgang Koeppen und Arno Schmidt nach 1945 aufzugreifen, zu imitieren und weiterzuentwickeln versuchten.“
Der Soziologe Hans Joas nennt November 1918 ein „Buch der Konversionen“. Er meint damit nicht Döblin selbst, der sich als säkularer Jude dem katholischen Christentum annäherte und 1941 in Kalifornien taufen ließ. Er meint Becker, der zum Christentum konvertiert, und auch die Figur der Rosa Luxemburg des Erzählwerks, die zu einem gewaltfreien „Antileninismus“ kommt. Joas interpretiert, dass Döblin den Krieg insgesamt „ins Licht der Konversionsfragen rückt, weil er sich außer für alles Militärische, Politische und Ökonomische auch für die ‚psychiatrischen‘ Fragen der persönlichkeitsverändernden Wirkungen von Gewalterfahrung öffnet“. Und solche konversionstreibende Gewalterfahrung könne sehr verschiedene Folgen haben, so nähere sich der Christ Friedrich Becker der Revolution, die revolutionäre Sozialistin Rosa Luxemburg jedoch entferne sich von ihr. Gabriele Sander betont, dass die Fortsetzung des Romanzyklus stark durch die Konversion Döblins zum Katholizismus beeinflusst war.
Sander betont darüber hinaus, mit November 1918 habe Döblin ein vielschichtiges Werk geschaffen, das zwischen Distanz und Engagement schwanke und aufgrund der „kühnen Verbindung von Historiographie und Metaphysik, von politischer Satire und christlicher Mystik bis heute zu irritieren vermag“.
Helmuth Kiesel urteilt, Döblins Roman sei sehr selektiv hinsichtlich seiner Quellen. Es handle sich um eine „parteiliche, aber auch um Totalität bemühte und darin grandiose Darstellung einer aus den Fugen geratenen Welt, die in teils operettenhaften, teils mörderischen Bewegungen eine neue Ordnung suchte und dieses Ziel auf eine fatale Weise kurzfristig erreichte und langfristig verfehlte. Diese Darstellung der Revolution ist aber nicht nur parteilich, sondern – dank ihres Bemühens um Totalität – zugleich auch aporetisch. Indem sie die Vielzahl der unterschiedlich tendierenden Kräfte und bedingenden Umstände vor Augen führt, zeigt sie zugleich auch die alle Akteure überfordernde Komplexität der Lage.“

## Textausgaben (Auswahl)
- Alfred Döblin: November 1918. Eine deutsche Revolution. Erzählwerk in drei Teilen.
  - Teil 1: Bürger und Soldaten 1918. Fischer Taschenbuch, Frankfurt am Main 2013, ISBN 978-3-596-90468-6; zugleich Band 15.1 der Gesammelten Werke, herausgegeben von Christina Althen.
  - Teil 2, Band 1: Verratenes Volk. Fischer Taschenbuch, Frankfurt am Main 2013, ISBN 978-3-596-90469-3; zugleich Band 15.2 der Gesammelten Werke, herausgegeben von Christina Althen.
  - Teil 2, Band 2: Heimkehr der Fronttruppen. Fischer Taschenbuch, Frankfurt am Main 2013, ISBN 978-3-596-90470-9; zugleich Band 15.3 der Gesammelten Werke, herausgegeben von Christina Althen.
  - Teil 3: Karl und Rosa. Fischer Taschenbuch, Frankfurt am Main 2013, ISBN 978-3-596-90471-6; zugleich Band 15.4 der Gesammelten Werke, herausgegeben von Christina Althen.
- Alfred Döblin: November 1918. Eine deutsche Revolution.
  - Teil 1: Bürger und Soldaten 1918. S. Fischer, Frankfurt am Main 2008, ISBN 978-3-10-015554-2.
  - Teil 2, Band 1: Verratenes Volk. S. Fischer, Frankfurt am Main 2008, ISBN 978-3-10-015555-9.
  - Teil 2, Band 2: Heimkehr der Fronttruppen. S. Fischer, Frankfurt am Main 2008, ISBN 978-3-10-015556-6.
  - Teil 3: Karl und Rosa. S. Fischer, Frankfurt am Main 2008, ISBN 978-3-10-015557-3.
- Alfred Döblin: November 1918. Eine deutsche Revolution. Erzählwerk in 3 Teilen. Herausgegeben von Werner Stauffacher. Walter, Olten und Freiburg im Breisgau 1991, ISBN 978-3-530-16700-9 (Gesamt-ISBN für vier Bände). Erschien 1995 text- und seitenidentisch bei dtv, ISBN 978-3-423-59030-3 (Gesamt-ISBN für vier Bände).
  - Teil 1: Bürger und Soldaten 1918. Mit einer Einführung in das Erzählwerk, Walter, Freiburg im Breisgau 1991.
  - Teil 2, Band 1: Verratenes Volk. Mit einem Vorspiel aus Bürger und Soldaten 1918, nach dem Text der Erstausgabe (1949), Walter, Freiburg im Breisgau 1991.
  - Teil 2, Band 2: Heimkehr der Fronttruppen. Nach dem Text der Erstausgabe (1949), Walter, Freiburg im Breisgau 1991.
  - Teil 3: Karl und Rosa. Nach dem Text der Erstausgabe (1949), Walter, Freiburg im Breisgau 1991.
- Alfred Döblin: November 1918. Romantetralogie. Rütten und Loening, Berlin 1981. Lizenzausgabe des Walter-Verlages, Olten und Freiburg im Breisgau. Ausgaben für die Deutsche Demokratische Republik und die sozialistischen Länder.
  - Verratenes Volk. Rütten und Loening, Berlin 1981.
  - Bürger und Soldaten. Rütten und Loening, Berlin 1981.
  - Heimkehr der Fronttruppen. Rütten und Loening, Berlin 1981.
  - Karl und Rosa. Rütten und Loening, Berlin 1981.
- Alfred Döblin: November 1918. Eine deutsche Revolution. Erzählwerk. Vollständige Ausgabe in vier Bänden mit einem Nachwort von Heinz D. Osterle. Deutscher Taschenbuchverlag (dtv), München 1978, ISBN 978-3-423-01389-5 (Gesamt-ISBN für vier Bände).
  - Band 1: Bürger und Soldaten 1918. dtv, München 1978.
  - Band 2: Verratenes Volk. dtv, München 1978.
  - Band 3: Heimkehr der Fronttruppen. dtv, München 1978.
  - Band 4: Karl und Rosa. dtv, München 1978.
- Alfred Döblin: November 1918. Eine deutsche Revolution. Erzählwerk. Karl Alber, Freiburg/München 1948/49/50.
  - Band 1: Vorspiel. Verratenes Volk. Karl Alber, Freiburg/München 1948.
  - Band 2: Heimkehr der Fronttruppen. Karl Alber, Freiburg/München 1949.
  - Band 3: Karl und Rosa. Karl Alber, Freiburg/München 1950.

## Online zugänglich Rezensionen (Auswahl)
- Helmuth Kiesel: Die gescheiterte Revolution. Alfred Döblins Roman-Trilogie „November 1918“. In: literaturkritik.de, 7. Dezember 2018.[54]
- Klaus Hofmann: „Bisher sind wirkliche revolutionäre Massen nicht in unser Gesichtsfeld getreten“. In: Frankfurter Rundschau, 6. November 2018.
- Jörg Hafkemeyer: Tod und But und Kanonenkrachen. In: Vorwärts, 20. Februar 2009.
- Joachim Scholl: Wiederentdecktes Jahrhundertwerk. In: Deutschlandfunk Kultur, 16. Dezember 2008.
- Jan Süselbeck: Der Teufel blieb. Alfred Döblins monumentales „Erzählwerk“ über die deutsche Revolution vom „November 1918“ ist wieder aufgelegt worden – ein historischer Roman, der Maßstäbe für die Prosa eines ganzen Jahrhunderts setzte. In: literaturkritik.de, 12. November 2008.
- Eberhard Rathgeb: Das Leben radikal anders denken. In: Frankfurter Allgemeine Sonntagszeitung, 47/2008.
- Hans Mayer: „Eine deutsche Revolution. Also keine“. In: Der Spiegel, 33/1978.